# Gabriel-Auguste de Mazancourt
Gabriel-Auguste de Mazancourt  est né le 26 mars 1725 au château de Vivières, en Valois et mort le 31 mars 1809 à Breslau.
Gabriel-Auguste, comte de Mazancourt est maréchal des camps et armées du roi, commandant de l'Ordre royal et militaire de Saint-Louis. Il commande le régiment de Bourbon-cavalerie. Nommé par le roi président de l'assemblée provinciale du Valois, il est élu député suppléant de la noblesse aux États généraux de 1789. Il est admis à siéger le 5 avril 1790 en remplacement du comte de Barbançon. Démissionnaire, il émigre en 1791 et rejoint l’armée de Condé. Il commande la brigade d'Austrasie et du Soissonnais et il reçoit le commandement du régiment noble à pied de Condé, connu aussi sous la dénomination de chasseurs nobles, et composé de 2 316 gentilshommes. Gabriel-Auguste de Mazancourt fait avec ce corps, les campagnes de cette époque, et se distingue constamment par la valeur la plus intrépide, ainsi que par le zèle et la fermeté qu'il déploie pour le maintien de la discipline. Malgré son grand âge, il marche toujours en avant des chasseurs nobles, même pendant les saisons les plus rigoureuses, et en conserve le commandement jusqu'au licenciement, qui eut lieu en 1801. Il reçoit dans cet intervalle de nombreux témoignages d'estime de la part du roi et des princes. Il est créé Grand-Croix de l’Ordre royal et militaire de Saint-Louis et lieutenant général des armées du roi par brevet en 1795. Il meurt le 31 mars 1809 à Breslau, en Silésie, après s'être distingué à l'armée de Condé.

## Biographie

### Avant la Révolution

Blason Mazancourt

Comte de Mazancourt, seigneur du Plessis, de Longavesnes et de Vivières, il naît au château de Vivières, en Valois, dans l'année 1725. Son père n’est que capitaine au régiment d'infanterie de Bourgogne, mais cette famille a des ancêtres connus dès le XIIe siècle. Le blason des Mazancourt est : D'azur, au chevron d'or, accompagné de 3 coquilles du mesme.
Gabriel-Auguste de Mazancourt entre au service comme cornette dans le régiment de cavalerie Dauphin-Étranger sous le nom de Courval début 1744. Il est capitaine dans le régiment de cavalerie connu sous le nom de Noë-cavalerie, dès mars 1744. Il fait les campagnes de Flandre de guerre de Succession d'Autriche. Il a le rang de mestre de camp dès 1749 puis est incorporé dans le régiment de Bourbon-cavalerie en 1761. Il n’a qu’un brevet de mestre de camp en février 1764. Il passe lieutenant-colonel au régiment de Bourbon cavalerie, au mois de novembre suivant. On le crée brigadier des armées du roi, le 16 avril 1767. Il est fait commandeur de l'Ordre royal et militaire de Saint-Louis, le 25 août 1779 et promu au grade de maréchal des camps et armées du roi, le 1er mars 1780, avec un traitement de 4 000 livres. C’est un Homme de guerre qui a des actions d'éclat, disent les notes d'inspection de 1765.  En 1764, il est dit officier courageux et rempli d'intelligence. En 1768, les notes d'inspection le trouvent rempli de bonne volonté et du meilleur exemple.
Nommé, par le roi, président des assemblées provinciales du Valois, il est élu député suppléant de la noblesse aux États généraux de 1789. Il est admis à siéger le 5 avril 1790 en remplacement du comte de Barbançon, est député du bailliage de Villers-Cotterets. Il conteste très vivement l’abolition des titres féodaux et des blasons familiaux, parlant d’hérédité, de Dieu et de lois de la nature. Il n’est pas le seul à s'insurger contre la fin de la féodalité et ces députés de la noblesse vont émigrer quand ils se rendront compte qu’ils seront plus utiles à leur cause l’épée à la main.

### L’armée des émigrés
Gabriel-Auguste de Mazancourt émigre au mois de mars 1791 avec son cuisinier et deux domestiques. Ils rejoignent l’armée de Condé. Mazancourt, c’est la drôle figure, dit un témoin de son arrivée au camp de Worms. Il vient d’avoir 66 ans mais reste étonnamment actif.
Gabriel-Auguste de Mazancourt commande la brigade d'Austrasie et du Soissonais, une petite unité à l'existence éphémère en 1792. Il apprend que son château et ses terres ont été vendus comme biens nationaux. 
Par la suite, il rejoint le régiment noble à pied de Condé (ou infanterie noble de Condé) qui compte 2 bataillons à 6 compagnies de 196 hommes, dont voici la liste et les capitaines : 
- Colonel-Général - Le marquis de Vauborel, capitaine
- Bourbonnais et Beauvoisis - Le chevalier de Salgues, capitaine
- Predelys, Tschudy et Mussey - Le comte de La Saulaye, capitaine
- Ladevese, Riollet et Corsac - Le comte de Sabran, capitaine
- Neustrie et La Fère - Le comte de Bevy, capitaine
- Royal et Saintonge - Le comte de Gand, capitaine
- Guyenne et Monsieur - Le comte d'Apchon, capitaine
- Austrasie et Soissonnais -  Le marquis de la Tour-du-Pin, capitaine
- Bresse et Enghien - Le marquis du Goulet, capitaine
- La Marine et Condé - Le comte de Chilleau, capitaine
- Auvergne et Médoc - Le chevalier du Boys, capitaine
- Piémont et Aquitaine - De Martignac, capitaine.

Le commandant est le colonel Gelb, Gabriel-Auguste de Mazancourt en est le lieutenant-colonel.
Après la campagne de 1792, il prend le nom de régiment des chasseurs nobles, et a pour chef le comte de Mazancourt dont les témoins nous disent qu’il est un fort ancien officier-général. Il reçoit, en 1794, le commandement en chef du corps d'infanterie connu sous la dénomination de régiment de chasseurs nobles ou aussi régiment noble à pied de Condé, et composé de 2 316 gentilshommes. Il fait, avec ce corps les campagnes de cette époque, et se distingue constamment par la valeur la plus intrépide, ainsi que par le zèle et la fermeté qu'il déploie pour le maintien de la discipline. Malgré son grand âge, il marche toujours en tête des chasseurs nobles, même pendant les saisons les plus rigoureuses, et en conserve le commandement jusqu'au licenciement, qui a lieu en 1801.
L’état approximatif de la composition et de la force du corps de Condé à l'ouverture de la campagne de 1796, nous dit que le régiment noble à pied de Condé compte 2 bataillons et 1 200 hommes. Ce régiment forme dix-huit compagnies, ayant toutes pour chefs de vieux généraux, et souvent pour simples soldats des officiers supérieurs. Une compagnie voit dans ses cadres des noms qui seront bien connus sous le second Empire, tels que de La Valette, de Sartiges, Marey, de Montesquieu, de Goyon, d'Aurelle, de Salignac, de Saint-Marsault, de Praslin, de Lâge, de Querelles et de Bonnechose.

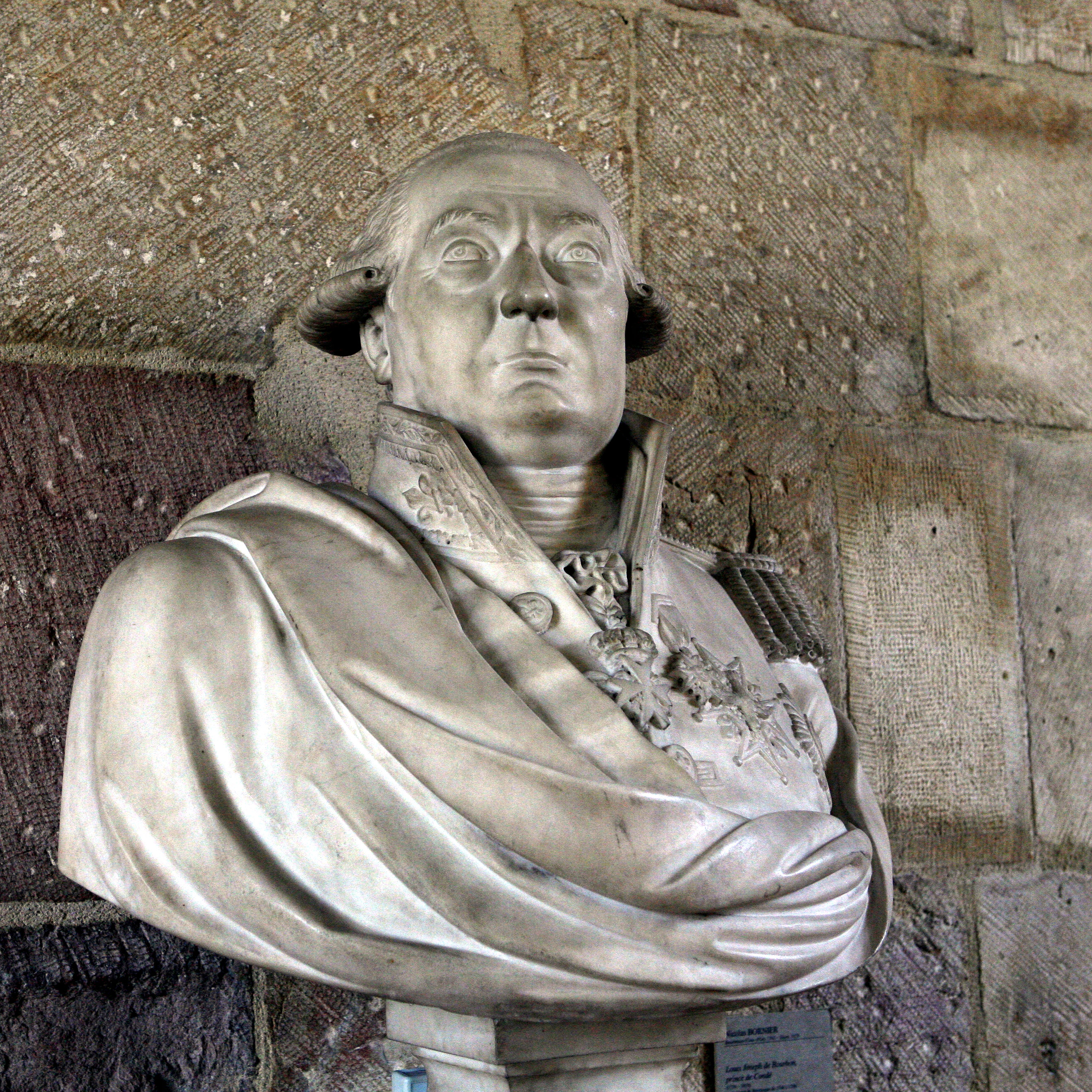
Louis V Joseph de Bourbon-Condé.

Le régiment de chasseurs nobles reprend officiellement le nom de régiment noble à pied de Condé, en novembre 1797.
En novembre 1799, en Russie, le régiment noble à pied de Condé pour parcourir de longues étapes se contente de voitures de paysans que les hommes couvrent modestement d'une toile. En sorte que la marche du régiment noble à pied de Condé reprend sa forme accoutumée, celle d'une caravane nombreuse escortée de quelques hommes armés ; mais pour cette fois on n'y voit pas de femmes, elles sont restées au dépôt.
Louis XVIII s'arrête le 23 mai 1800 pour dîner à Sandaniello, bourg au-delà du Tagliamento, chez le comte de Mazancourt, colonel du régiment noble à pied qui y est cantonné, et qui ne doit se mettre en mouvement que deux jours après. Dans les jours qui suivent, le régiment noble à pied traverse la ville de Salzbourg pour se rendre dans ses cantonnements, et Monseigneur le voit défiler en parade.
Le colonel Ramsay passa, le 27, la revue du régiment noble à pied de Mazancourt, et de celui de Durand. 

 
De nouveaux uniformes sont distribués, le 5 janvier 1801, au régiment noble à pied de Mazancourt qui avait conservé jusqu'alors, ainsi que tout le corps, le costume russe. Le régiment est licencié.
Il peut revenir en France, mais constate que tous ses biens ont été vendus. Gabriel-Auguste de Mazancourt meurt le 31 mars 1809 à Breslau, en Silésie, après s'être distingué à l'armée de Condé.

#### Les noms des membres du régiment noble à pied de Condé
- Liste des officiers et des hommes des compagnies du régiment noble à pied
- Nobles présents au dépôt du régiment noble, à pied formé en juillet 1800

### Mariage et descendance
Gabriel-Auguste de Mazancourt épouse, par contrat du 13 février 1759, passé devant Bessonnet, notaire à Paris, Victoire-Thérèse Hardouin de Beaumois, fille de Charles Hardouin de Beaumois, écuyer, Trésorier du marc d'or de l'Ordre du Saint-Esprit, l'ordre de chevalerie le plus prestigieux de la monarchie française, et de demoiselle Jeanne-Marguerite de Nesles. Victoire-Thérèse Hardouin de Beaumois est dame en partie de La Montagne et des Sachets. Ils ont sept enfants, mais seule Anne-Augustine-Esther (1779-1859) se marie avec Charles Gustave Hardouin comte de Montguyon, chambellan de l'empereur, député de l'Oise (1830-31), futur colonel et aide de Camp de S.A.R. le comte de Paris, Philippe d'Orléans (1838-1894).
Le 24 mai 1793, un dénonciateur déclare au district d'Arras que le nommé Baumont, ci-devant aide-major de la place, s'était rendu adjudicataire du presbytère de Saint-Étienne et l'avait cédé à la ci-devant comtesse de Mazancourt pour lui procurer les moyens de recevoir son curé réfractaire, lors de la contre-révolution. Baumont répond que s'il avait acheté ce presbytère pour le compte de Mme de Mazancourt, c'était uniquement parce qu'elle lui avait promis de le lui louer bon marché; que du reste Madame de Mazancourt est partie laissant ses meubles dans cette maison, dont le notaire Bossu a les clefs. Victoire-Thérèse Hardouin (née à Paris, 57 ans), épouse divorcée de Gabriel de Mazancourt, est mise en arrestation et poursuivie pour un autre crime. Les commissaires de la municipalité d'Arras ont trouvé en sa possession une  correspondance avec un nommé Martin, émigré, et deux cocardes blanches, l'une en basin, l'autre en soie, liées d'un autre ruban sur lequel on lisait : Pensez à moi. Le tribunal révolutionnaire découvre dans ces pièces la preuve d'un attentat contre la sûreté intérieure et extérieure de l'État et condamne Madame de Mazancourt à la peine de mort.
Madame de Mazancourt laisse des complices qui la suivent de près au tribunal révolutionnaire et à l'échafaud... Le juge révolutionnaire Cyriaque Caron accuse, par exemple, Madame de Chelers d’avoir eu des liaisons avec l'infâme comtesse de Mazancourt et l'émigré Martin, ex-chanoine de Noyon, à qui elle avait donné asile.